# Акто
39°08′52″ пн. ш. 75°56′40″ сх. д. / 39.1479° пн. ш. 75.94458° сх. д.
Акто (кит. 阿克陶县, пін. Ākètáo Xiàn, трансліт. Akto) — один із повітів КНР у складі Кизилсу-Киргизької автономної префектури, СУАР. Адміністративний центр — містечко Акто.

## Географія
Акто у середньому лежить на висоті близько 1320 метрів над рівнем моря на сході Паміру (найвища точка Паміру — гора Конгур — розташована на території повіту).

### Клімат
Повіт знаходиться у зоні, котра характеризується кліматом пустель помірного поясу. Найтепліший місяць — липень із середньою температурою 24 °C. Найхолодніший місяць — січень, із середньою температурою -6,5 °С.
| Клімат повіту Акто                                 | Клімат повіту Акто | Клімат повіту Акто | Клімат повіту Акто | Клімат повіту Акто | Клімат повіту Акто | Клімат повіту Акто | Клімат повіту Акто | Клімат повіту Акто | Клімат повіту Акто | Клімат повіту Акто | Клімат повіту Акто | Клімат повіту Акто | Клімат повіту Акто |
| Показник                                           | Січ.               | Лют.               | Бер.               | Квіт.              | Трав.              | Черв.              | Лип.               | Серп.              | Вер.               | Жовт.              | Лист.              | Груд.              | Рік                |
| Середній максимум, °C                              | 0                  | 5,9                | 15                 | 22,9               | 27                 | 30,8               | 32,2               | 30,6               | 26,6               | 20,2               | 11,4               | 2                  | 18,7               |
| Середня температура, °C                            | −6,5               | −0,6               | 8                  | 15,1               | 18,9               | 22,4               | 24                 | 22,5               | 18                 | 11                 | 3,1                | −4,1               | 11                 |
| Середній мінімум, °C                               | −12,1              | −6,4               | 1,4                | 7,7                | 11,5               | 14,6               | 16,5               | 15,5               | 10,9               | 3,9                | −3                 | −8,6               | 4,3                |
| Норма опадів, мм                                   | 4                  | 7.2                | 8.1                | 5.6                | 16.3               | 13.7               | 12.9               | 13.1               | 10.5               | 5.4                | 2.8                | 2.9                | 102.5              |
| Вологість повітря, %                               | 70                 | 62                 | 51                 | 44                 | 49                 | 50                 | 55                 | 62                 | 66                 | 67                 | 65                 | 74                 | 60                 |
| -------------------------------------------------- | ------------------ | ------------------ | ------------------ | ------------------ | ------------------ | ------------------ | ------------------ | ------------------ | ------------------ | ------------------ | ------------------ | ------------------ | ------------------ |
| Джерело: Дані метеостанції №51708 (КНР, 1991-2020) |                    |                    |                    |                    |                    |                    |                    |                    |                    |                    |                    |                    |                    |